# Comité Consultivo sobre Nomenclatura Antártica
El Comité Consultivo sobre Nomenclatura Antártica (Advisory Committee on Antarctic Names, abreviado ACAN or US-ACAN, en inglés) es un comité consultivo estadounidense, responsable de recomendar nombres para los accidentes geográficos de la Antártida a la United States Board on Geographic Names.
Estados Unidos no reconoce fronteras territoriales dentro de la Antártida, por lo que ACAN asigna nombres en cualquier parte del continente, consultándolo con otros organismos de nomenclatura cuando lo considere apropiado.
ACAN mantiene una política pública sobre nomenclatura, basada en la prioridad de la aplicación, idoneidad y el alcance que haya logrado establecer el uso.